# Västra Gangsjajaure
Västra Gangsjajaure är en sjö i Arvidsjaurs kommun i Lappland och ingår i Piteälvens huvudavrinningsområde. Sjön har en area på 2,28 kvadratkilometer och ligger 366 meter över havet. Sjön avvattnas av vattendraget Abmoälven.

## Delavrinningsområde
Västra Gangsjajaure ingår i det delavrinningsområde (732309-163275) som SMHI kallar för Utloppet av Västra Gangsjajaure. Medelhöjden är 399 meter över havet och ytan är 14,31 kvadratkilometer. Räknas de 28 avrinningsområdena uppströms in blir den ackumulerade arean 291,03 kvadratkilometer. Abmoälven som avvattnar avrinningsområdet har biflödesordning 2, vilket innebär att vattnet flödar genom totalt 2 vattendrag innan det når havet efter 185 kilometer. Avrinningsområdet består mestadels av skog (72 procent). Avrinningsområdet har 3,01 kvadratkilometer vattenytor vilket ger det en sjöprocent på 21 procent.